# Rangiermittel
Rangiermittel, Rangierhilfsmittel oder Rangiergeräte sind neben Rangierlokomotiven weitere technische Arbeits-, Betriebs- oder Hilfsmittel zum Verschieben von Schienenfahrzeugen. Unter Verschieben oder Rangieren versteht man das Bewegen von Schienenfahrzeugen, soweit es sich nicht um Zugfahrten handelt, einschließlich der dazu erforderlichen Arbeiten.

## Rangiermittel zum Verschieben
In verschiedenen Anwendungsfällen, wie beispielsweise das Bewegen von Wagengruppen über eine kurze Strecke beim Be- oder Entladen, kann der Einsatz von Rangierlokomotiven oder anderen Triebfahrzeugen unwirtschaftlich sein. Werden die Fahrzeuge durch Muskelkraft oder durch einen Antrieb, der nicht von einem Triebfahrzeug ausgeht, bewegt, spricht man in Deutschland vom Verschieben. Als wirtschaftlichere Alternative zu Triebfahrzeugen dienen die im Folgenden beschriebenen Verschiebe-Verfahren und die dabei verwendeten Rangiermittel.

### Verschieben mit Muskelkraft
Für das Bewegen von Wagen oder Wagengruppen mit Muskelkraft kann man sich bei einfachen Verhältnissen mit einer Brechstange behelfen. Alternativ stehen einfache Hilfsmittel wie Knippstange oder Wagenrücker zur Verfügung. Dabei handelt es sich um eine lange Stange, deren Spitze in den Rad-Schiene-Spalt eingeführt wird, so dass das Rad mit Hilfe des Hebels zum Rollen gebracht werden kann. Mit einer Knippstange oder einem Wagenrücker können ein bis zwei Wagen von einer Person bewegt werden. Gebremst wird mit Hemmschuhen oder der Wagenhandbremse. Im Gegensatz zur Knippstange hat der Wagenrücker eine seitliche Führung, damit er nicht so leicht vom Schienenkopf abrutscht.
Beim Verschieben von Hand ohne Hilfsmittel sind in der Regel mehrere Personen erforderlich, um ein Fahrzeug zu bewegen. In der Vergangenheit wurden auch Zugtiere, wie Pferde, zum Verschieben von Wagen eingesetzt. Historisch ist der Einsatz von Arbeitselefanten zum Verschieben von Schienenfahrzeugen.
Das Bewegen von Fahrzeugen mittels Muskelkraft wird nur auf kurzen Strecken eingesetzt, wie beispielsweise zum Freilegen von Hemmschuhen, zum kuppelreifen Beidrücken oder an Ladestellen.

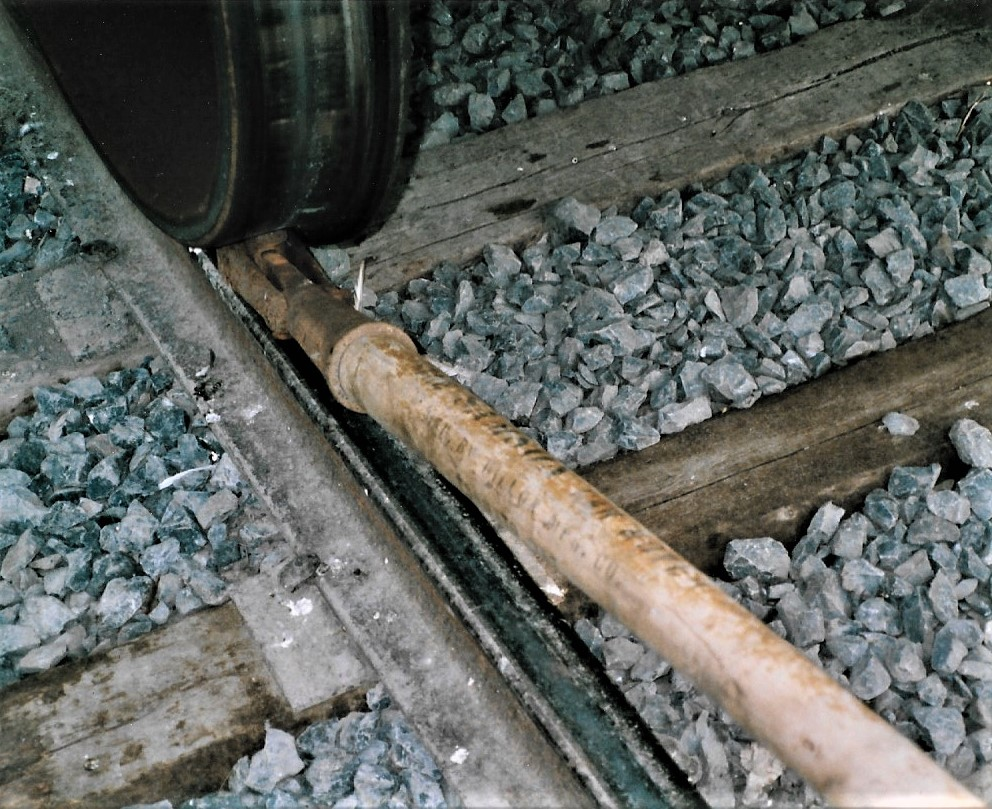
Knippstange
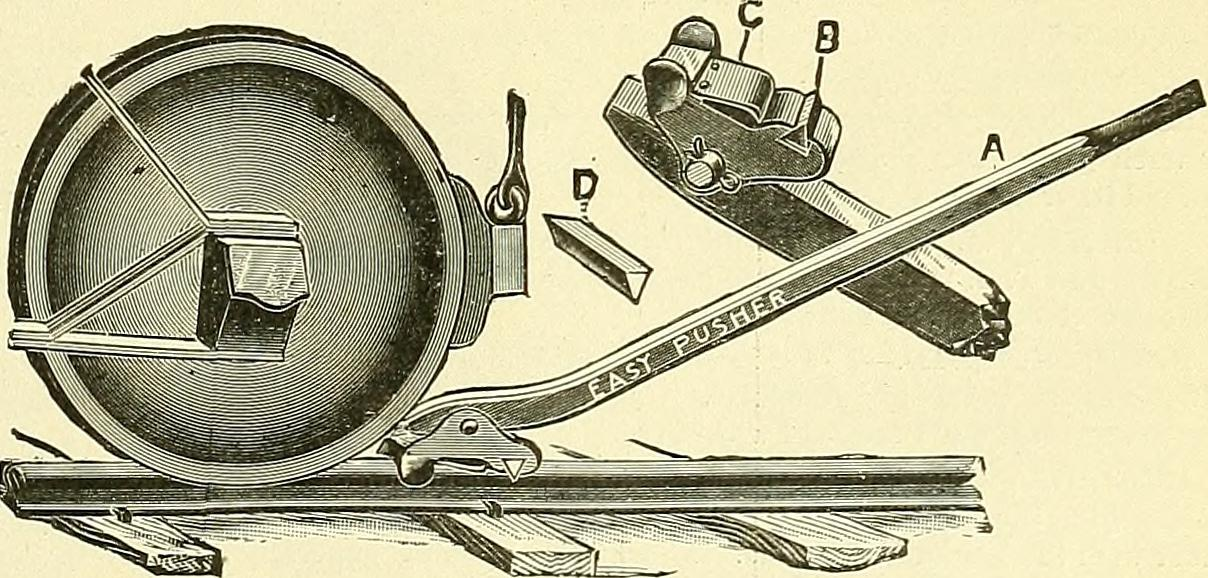
Wagenrücker

### Mitgängergeführte Rangiermittel
Unter mitgängergeführten Rangiermitteln versteht man kraftbetriebene Geräte, die von einer neben dem Gerät gehenden Bedienungsperson geführt werden. Es kommen sehr verschiedene Geräte zum Einsatz. Als Antrieb können Verbrennungsmotoren, Elektromotoren mittels Akkumulator oder einem Schleppkabel oder Druckluft über eine Schlauchleitung dienen. Die Antriebsräder können sowohl spurgeführt sein oder auf einem Fahrbahnbelag laufen. Die Kraftübertragung auf den Wagen erfolgt in der Regel über die Zug- und Stoßeinrichtung oder über die Räder des Fahrzeugs. Je nach System läuft der Bediener seitlich neben dem Rangiermittel, hinter dem Wagen oder bei funkferngesteuerten, spurgeführten Fahrzeugen auch an anderen Positionen.
Da der Bediener mitläuft, ist die Höchstgeschwindigkeit beim Verschieben Schrittgeschwindigkeit. Mitgängergeführte Rangiermittel eignen sich daher vor allem für kürzere bis mittlere Entfernungen.

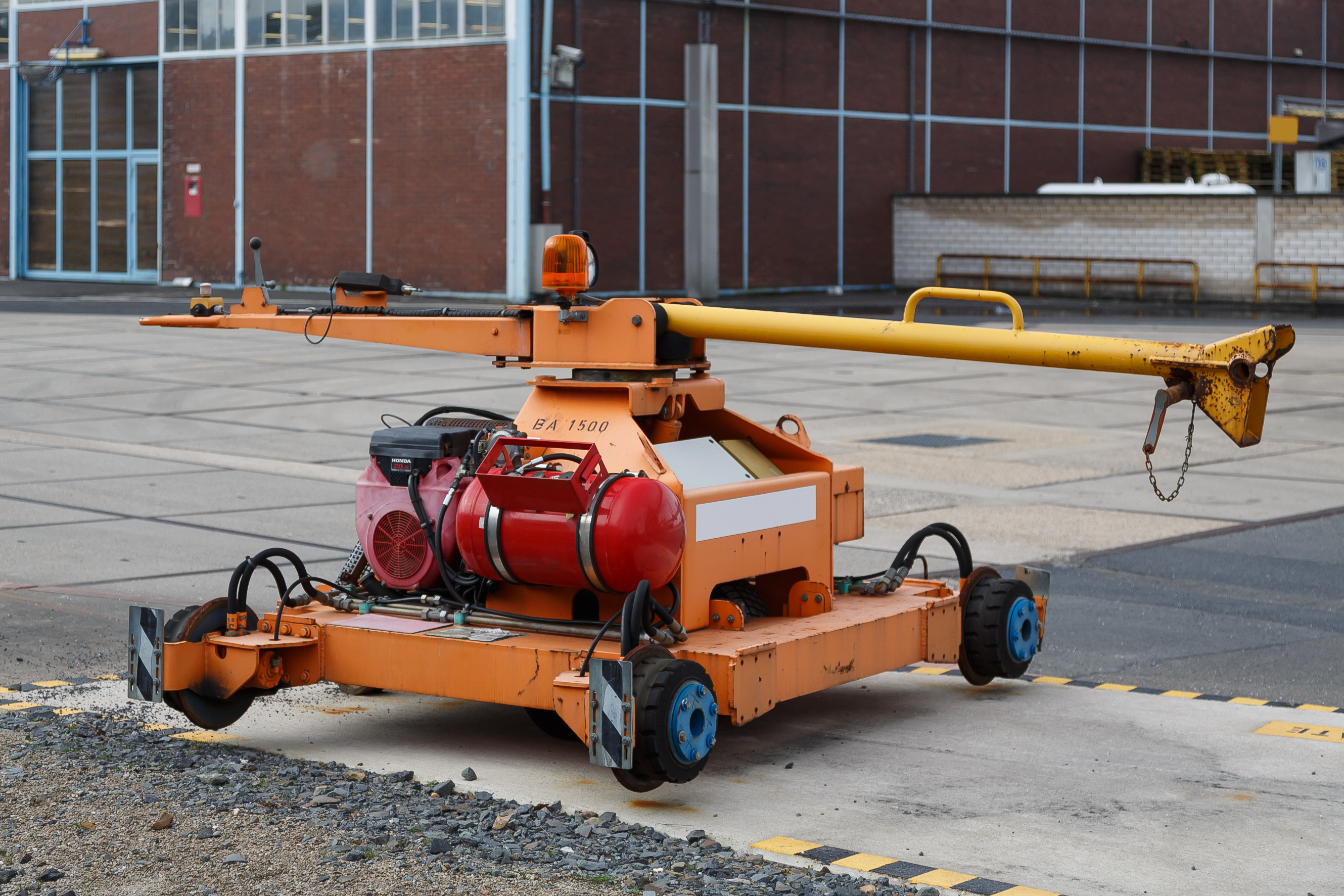
Verschiebe-Fahrzeug von ZAGRO
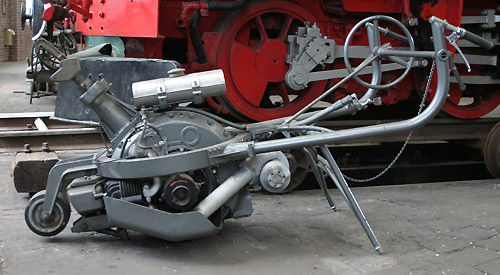
Einachswagenschieber
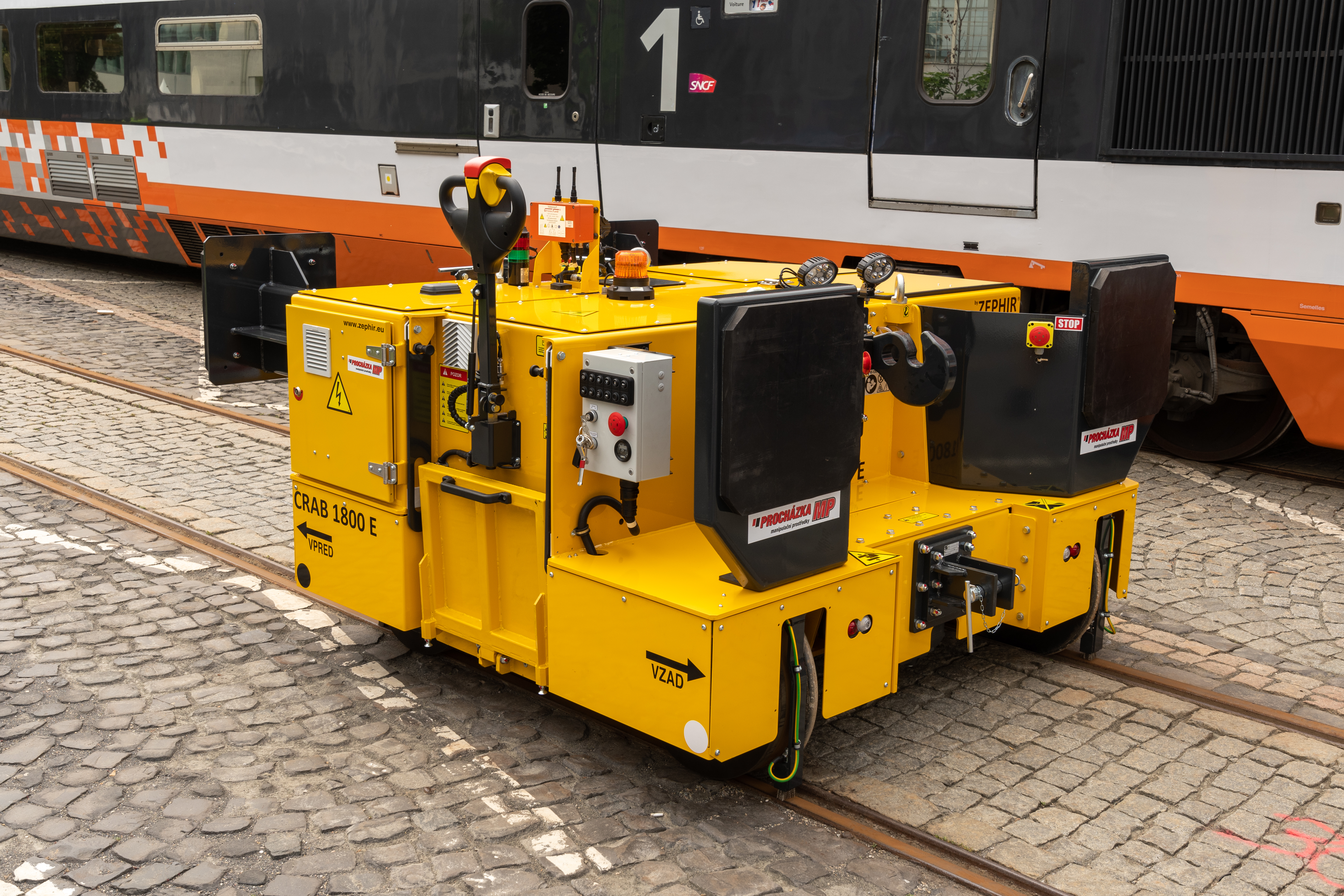
Verschiebe-Fahrzeug von CRAB

### Flurförderfahrzeuge und Nutzfahrzeuge

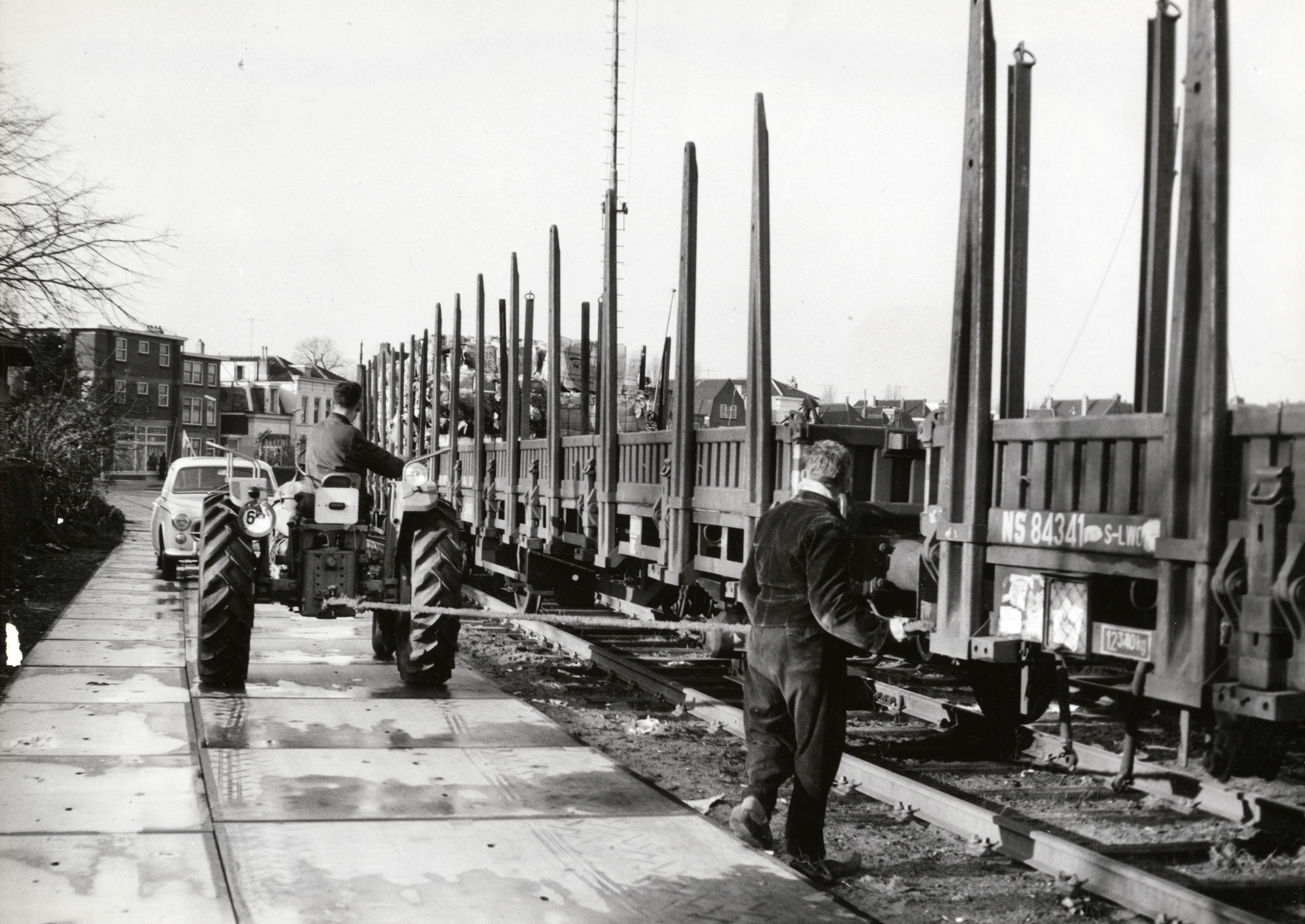
Traktor verschiebt Wagen mit Seil

Häufig werden bereits vorhandene Flurförderfahrzeuge, wie Gabelstapler, oder andere Nutzfahrzeuge, wie Traktoren oder Radlader, zum Verschieben von Schienenfahrzeugen eingesetzt. Die Art der Kraftübertragung hängt von den eingesetzten Fahrzeugen ab, jedoch besitzen diese in der Regel über keine zu den Wagen kompatible Zug- und Stoßeinrichtung. Die Zugkraftübertragung erfolgt deshalb beispielsweise über ein Seil oder Gurtband, das in den seitlichen Seilhaken des Güterwagens eingehängt wird. Gebremst wird in diesem Fall mit Hemmschuhen oder der Wagenhandbremse. Alternativ drückt das Fahrzeug gegen die Stoßeinrichtung der Wagen und schiebt so die Wagen vor sich her.

### Aufsitz-Rangiermittel
Rangiermittel, bei denen die Bedienungsperson aufsitzen und mitfahren kann, werden dort eingesetzt, wo häufig rangiert wird, wo größere Wagengruppen zu verschieben sind und/oder wo größere Entfernungen zurückzulegen sind. Man unterscheidet zwischen Rangiermittel, die von einem serienmäßigen Gabelstapler angetrieben werden, und Zweiwege-Rangierfahrzeugen, auch Lokotraktor genannt.
Erstere sind antriebslose Zusatzgeräte für Gabelstapler, die von diesen gleisunabhängig transportiert werden können und auf die der Gabelstapler auffahren kann. Die Gabelstapler-Reifen treiben über Rollen das Zusatzgeräte an. Das Zusatzgerät ist mit einer Zug- und Stoßeinrichtung ausgerüstet.
Zweiwegefahrzeuge sind entweder von serienmäßigen Straßenfahrzeugen abgeleitet oder für den Zweiwegebetrieb besonders entwickelt. Sie können sowohl auf Gleisen als auch gleisunabhängig auf der Straße fahren. Dadurch können Wagen umfahren werden, ohne dass ein zusätzliches Umfahrgleis benötigt werden. Aus diesem Grund und wegen der im Vergleich zu einer Rangierlokomotive relativ geringen Anschaffungs- und Betriebskosten stellen Zweiwegefahrzeuge häufig eine wirtschaftliche Alternative dar. Zumal diese Fahrzeuge zum Teil mit Zusatzausrüstung wie Hebezeuge, Schneepflüge oder Arbeitsbühnen teilweise als Arbeitsgeräte eingesetzt werden können.

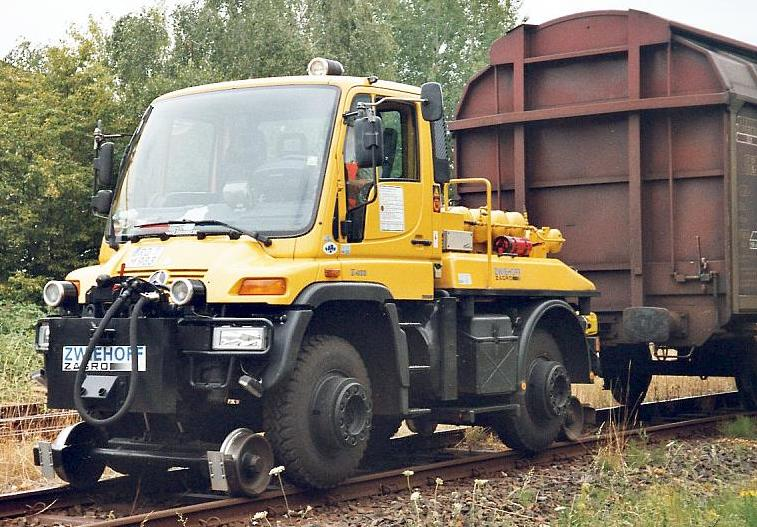
Zweiwege-Unimog
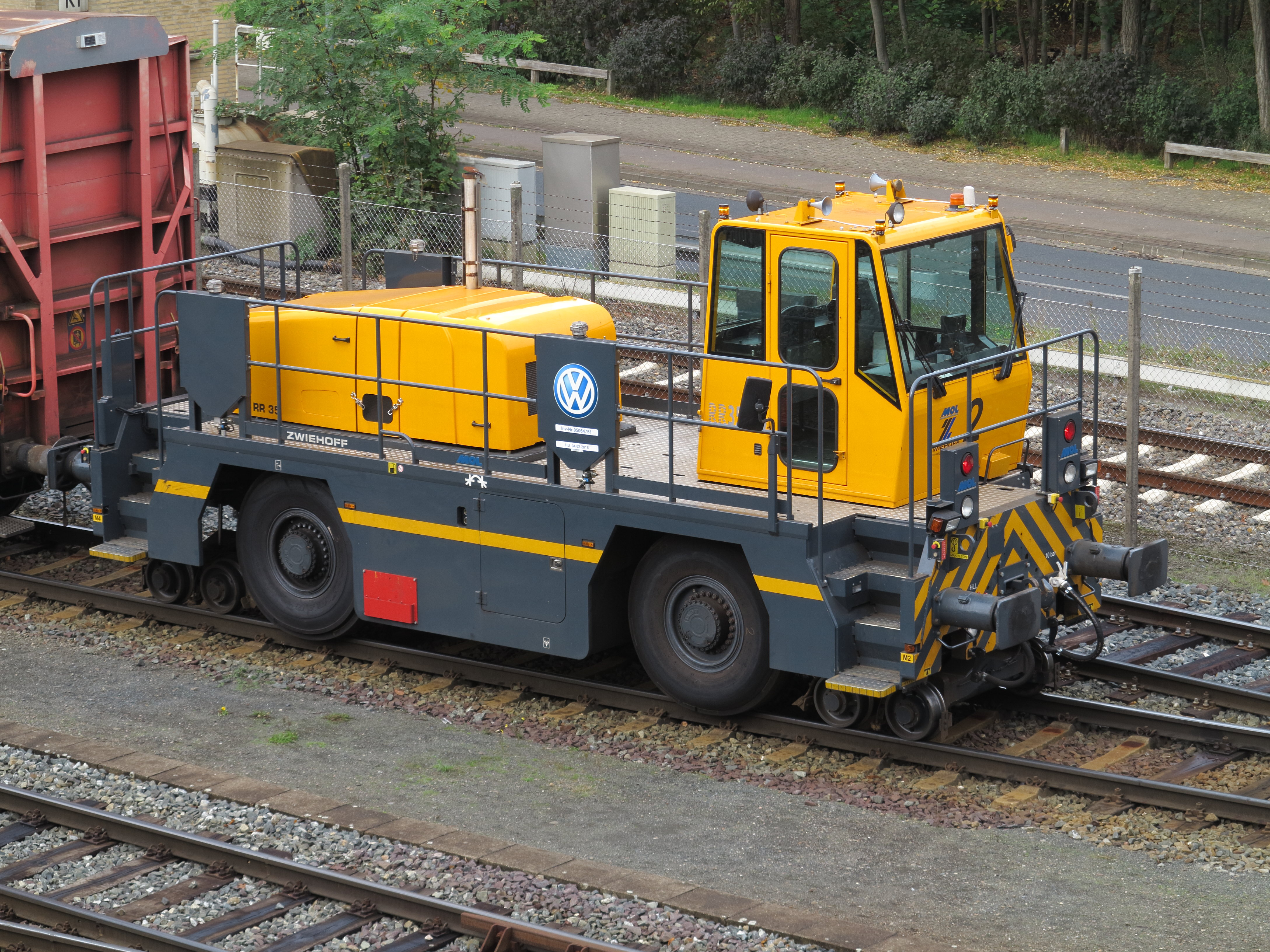
Zweiwegefahrzeug
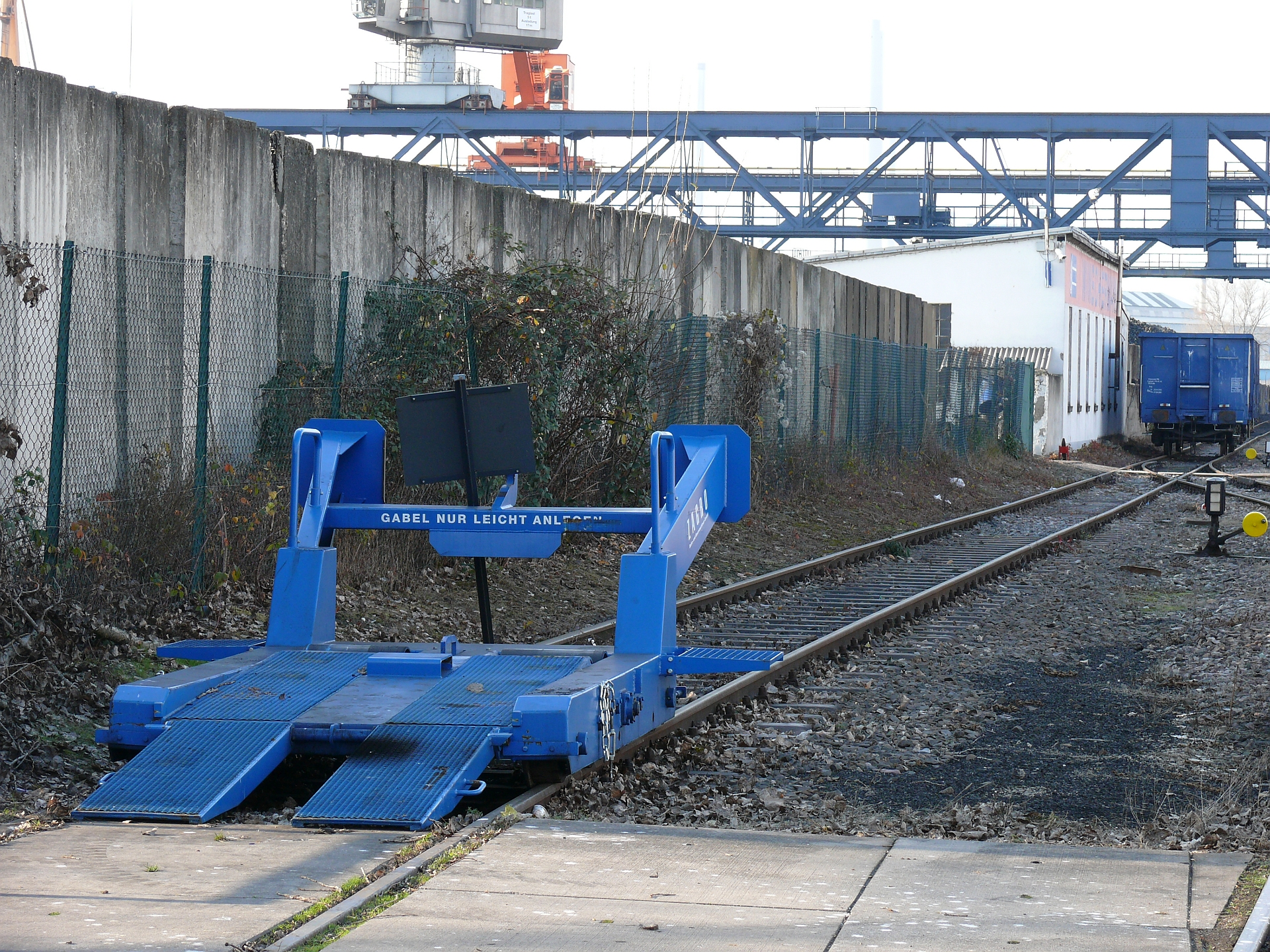
ZAGRO Waggonrangiergerät (WRG)

### Ferngesteuerte oder automatische spurgeführte Rangierfahrzeuge

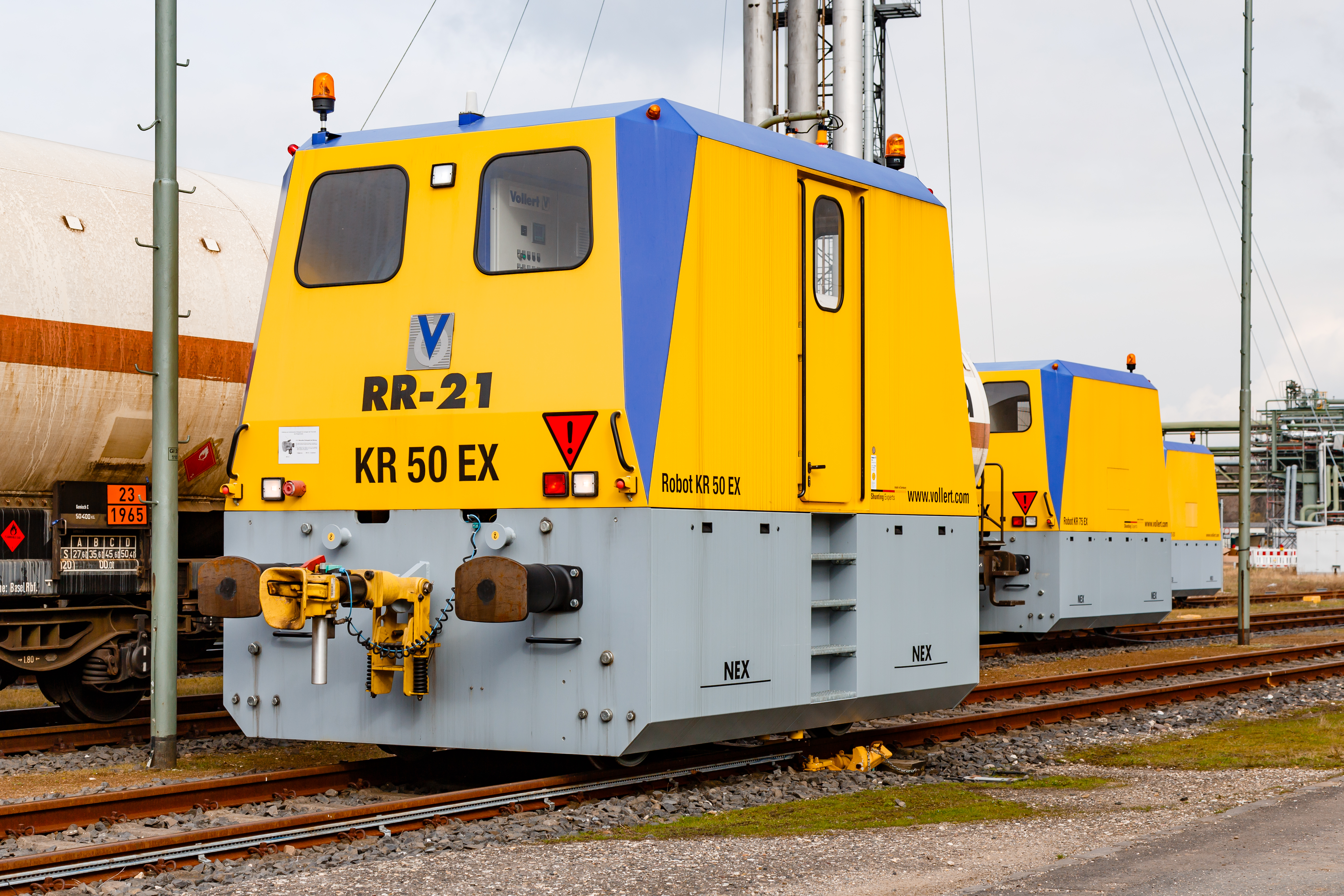
Vollert Robot

Spezielle spurgeführte Fahrzeuge, die mit einer Funkfernsteuerung ausgestattet sind, können zum Verschieben von Wagen auf begrenzten Gleisabschnitten, wie z. B. in einer Be- und Entladeanlage, eingesetzt werden. Im Vergleich zu einer Lokomotive sind diese Fahrzeuge einfacher aufgebaut und werden in der Regel von einem ortsfesten Steuerstand oder einem Handsteuergerät ferngesteuert. Teilweise werden diese Fahrzeuge auch im automatischen Betrieb eingesetzt, wobei der Arbeitsbereich besonders abzusichern ist. Der Antrieb erfolgt zum Teil elektrisch, zum Teil durch Verbrennungsmotoren. Bei Ersteren erfolgt die Energieversorgung über Fahrleitungen, Stromschienen, Schleppkabel oder Batterien.

### Seilrangieranlage
Seilrangieranlagen können zum Verschieben von Wagen auf einem begrenzten Gleisabschnitt, wie z. B. in einer Be- und Entladeanlage, eingesetzt werden. Diese ortsfesten Anlagen bestehen aus einem Stahlseil, das in der Regel über mehrere Führungs- und Umlenkrollen geführt und mit den Wagen verbunden ist. Es gibt verschiedene Bauformen.

## Technische Hilfsmittel
Technische Hilfsmittel zum Rangieren sind z. B.:
- Hemmschuh
- Hemmschuhhaken: Drahthaken mit Handgriff, welcher zum Auflegen, Entfernen und Bewegen von Hemmschuhen dient[16]
- Hemmschuhbank: Ablegestelle für Hemmschuhe[17]

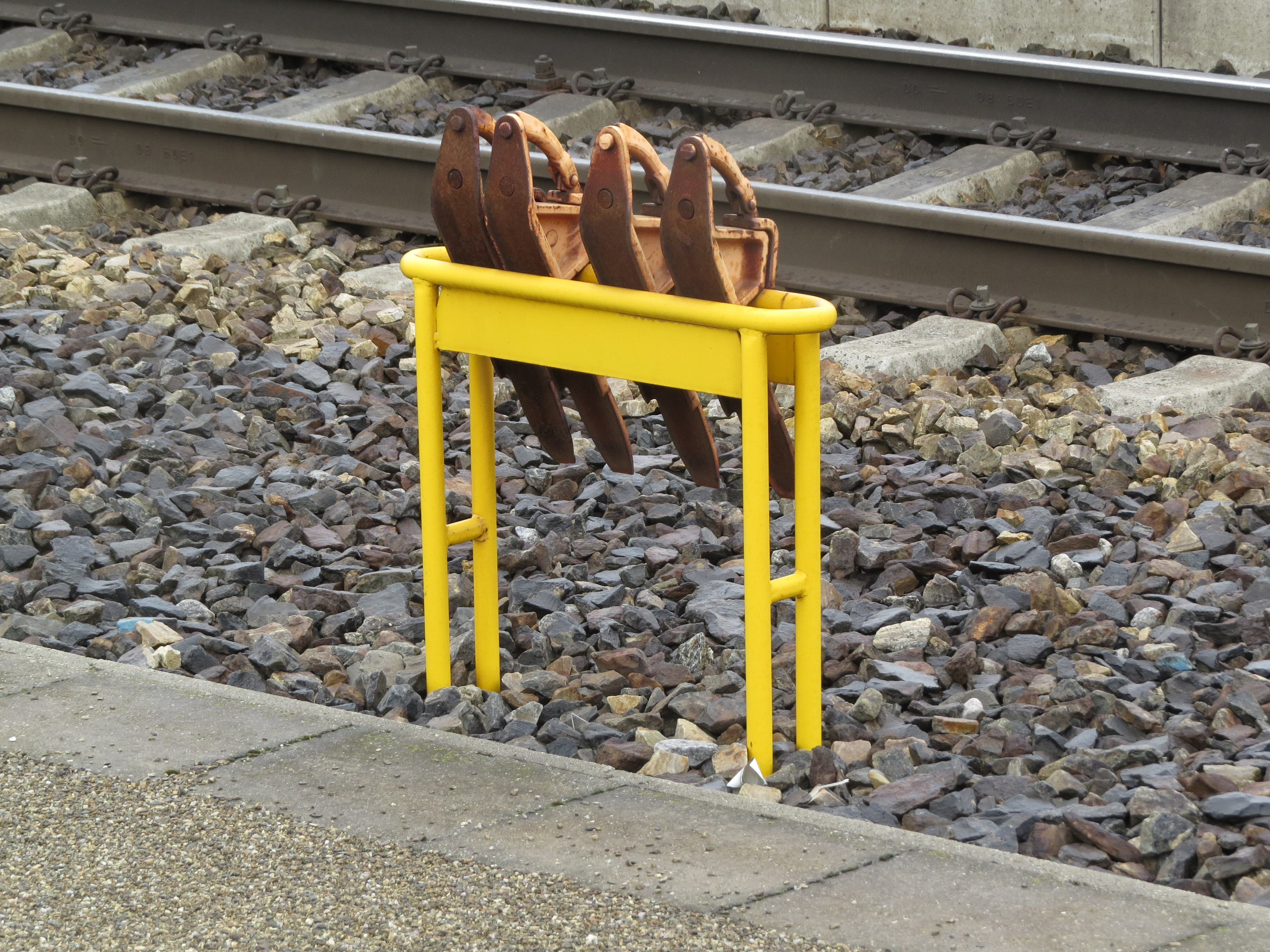
Hemmschuhbank
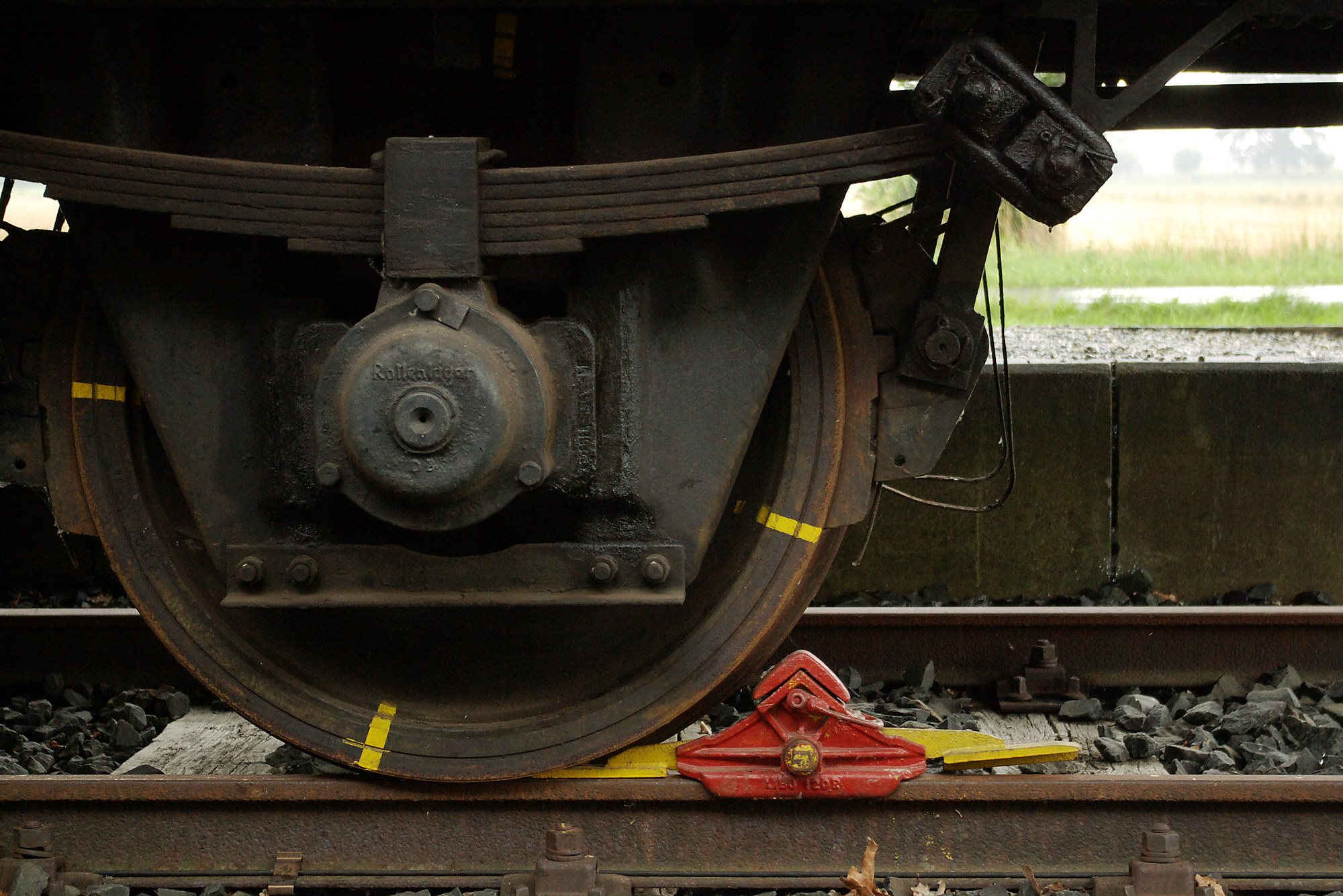
Radvorleger
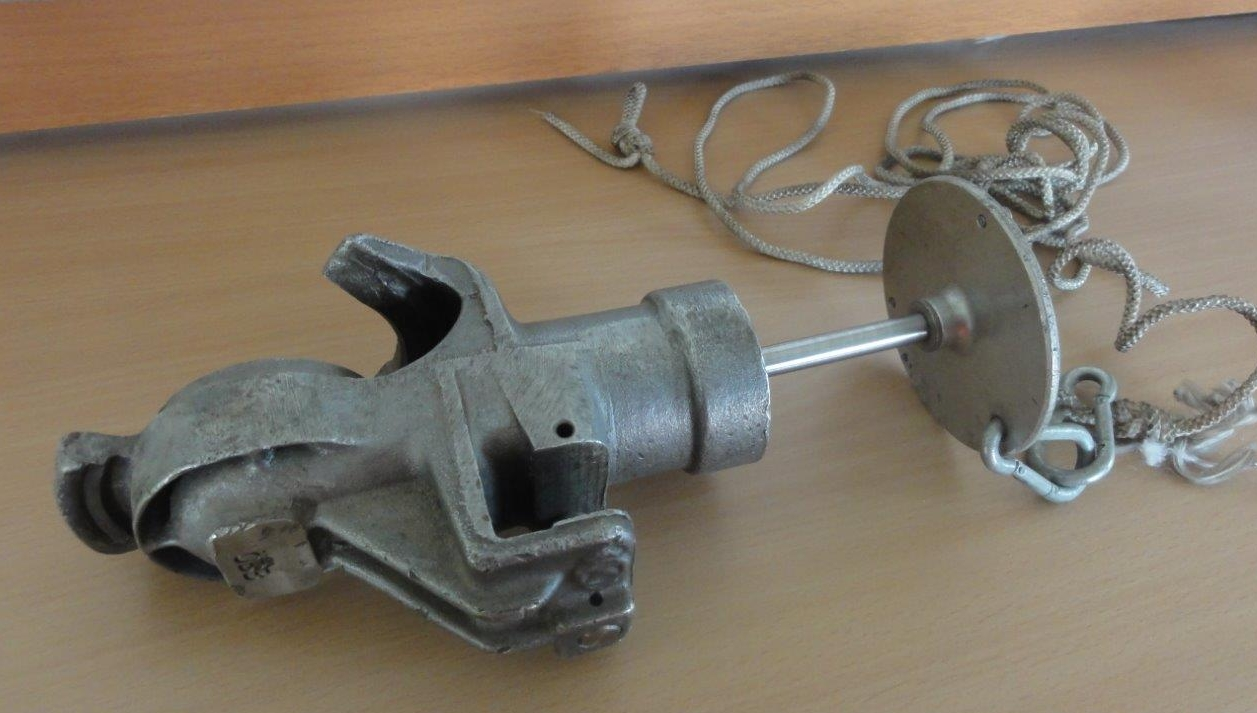
Luftbremskopf

- Entkupplungsgeräte, wie Entkupplungsgabeln oder Entkupplungsstangen: Hilfsmittel zum Aushängen langgemachter Schraubenkupplungen[18][19]
- Radaufhalter: An Haltestange befestigter Stahlkeil mit Führungsleisten, welcher an die Schienenkante angelegt wird; wird bei Ablaufbergen ohne Gegensteigung eingesetzt, um das Aushängen der langgemachten Schraubenkupplung zu ermöglichen[20]
- Luftbremskopf oder auch Bremshilfsgerät genannt: Hilfsmittel, mit dem geschobene, druckluftgebremste Rangierfahrten durch einen an der Spitze stehenden Rangierbegleiter zum Halten gebracht werden können.[21]
- Stoßbaum[22]
- Bremsstab, englisch brake stick, Werkzeug zum Bedienen der Handbremsen vom Boden aus, das besonders bei Bahnen nach amerikanischen Normen verwendet wird. Es können damit auch die Kupplungsköpfe ausgerichtet, die Klaue geöffnet und die Lufthähne bedient werden.[23]
- Bremsstock, englisch brake stick, Werkzeug, das bei Bahnen nach britischer Norm verwendet wurde. Der Stock ähnelt einem Baseballschläger, hat jedoch quadratische Enden. Der Rangierer lief neben dem Wagen her und setzt den Bremsstock unter dem Längsrahmen, aber über den Bremshebel an. Durch Herunterdrücken des anderen Endes wird der Bremshebel kurzzeitig niedergehalten um den Wagen abzubremsen.[24][25]
- Rangiererwagen, ein bei den britischen Bahnen benutzter kleiner Flachwagen, der in Güterbahnhöfen zum Transport von Rangierpersonal und dessen Werkzeug eingesetzt wurde.

Zu den Rangiermitteln im weiteren Sinne gehören auch technische Hilfsmittel, die bei Entgleisungen von Fahrzeugen beim Rangieren eingesetzt werden. Dazu zählen Bergungsausrüstung wie Aufgleisschuhe oder Aufgleisgeräte wie z. B. das Deutschlandgerät.
- Hemmschuhbank
- Radvorleger
- Luftbremskopf